# Manuel Vidrié
Manuel Gómez Vidrié, plus connu sous le nom de Manuel Vidrié, né le 8 avril 1942 à Torrelaguna (Espagne, Communauté de Madrid); est un rejoneador espagnol. C'est une « figura » du rejoneo.

## Présentation  et carrière
Il se présente à Las Ventas le  22 octobre 1961 face à un taureau d'El Pizaral. Mais son premier grand succès arrive dix ans plus tard, à Cuenca en 1971, où il coupe deux oreilles et la queue, ce qui l'incite, dès l'année suivante, à se joindre aux frères Peralta (Ángel Peralta et Rafael Peralta) et à Álvaro Domecq Díez pour former une équipe fameuse : « Les Cavaliers de l'Apothéose » qui vont remporter beaucoup de prix.  À titre personnel, Manuel reçoit dès 1978, à Jerez de la Frontera, le prix « Caballero de la Plata », en 1979 à Las Ventas le prix Antonio Cañero lors de la feria de San Isidro. Dès 1980, il participe à soixante corridas. 
En 1981, il part en Amérique latine, au Pérou, où les rejoneadors sont des idoles dans les arènes de Acho. Il revient l'année suivante après un succès mitigé et il remporte à Séville le 14 novembre 1982 le trophée de la  Mestranza. Il accumule les succès et le nombre de corridas : 64 en 1984. Le 13 juillet de cette même année, le rejón d'or lui est  décerné à Méjanes où il torée en compagnie notamment de Luc Jalabert et de  Javier Buendía. En 1985, il totalise encore  59 corridas, malgré une hernie discale qui le handicape. 
Après une suite de succès retentissant jusqu'en 1992 où il est de toutes les grandes corridas, une blessure l'oblige à réduire son activité .
Il a été l'inspirateur de Pablo Hermoso de Mendoza, le professeur de Marie Sara, et il consacre beaucoup de son temps à former de jeunes rejoneadoras parmi lesquelles la Française Anita Maureau, considérée comme la nouvelle reojonadora française. Il est également à la tête de l'Asociación de Ganaderos de Reses de Lidia  qui est le deuxième groupe des ganaderías.
En 2012, on lui a rendu hommage à Méjanes, pendant les journées du rejon d'or.